# AFC Women’s Champions League 2024/25
Die AFC Women’s Champions League 2024/25 war die erste Spielzeit des wichtigsten asiatischen Wettbewerbs für Vereinsmannschaften im Frauenfußball unter dieser Bezeichnung und die fünfte insgesamt. Am Wettbewerb nahmen in dieser Saison 21 Klubs aus 21 Landesverbänden der AFC teil. Die Saison begann mit der Qualifikationsrunde am 25. August 2024 und endete mit dem Finale am 24. Mai 2025.
Der chinesische Verein Wuhan Jianghan University FC gewann den Wettbewerb zum ersten Mal durch einen 5:4-Finalsieg im Elfmeterschießen gegen den Melbourne City FC aus Australien und qualifizierte sich damit als Repräsentant der AFC für den FIFA Women’s Champions Cup 2026. Torschützenköniginnen wurden die Kenianerin Terry Engesha von den Incheon Hyundai Steel Red Angels und die Japanerin Miki Itō von Urawa Red Diamonds mit jeweils fünf Toren. Zur besten Spielerin des Wettbewerbs wurde die Neuseeländerin Rebekah Stott ernannt.

## Qualifikation
Nachdem die vorherigen Spielzeiten als AFC Women’s Club Championship nur jeweils ausgewählten Mannschaften in bestimmten Regionen offenstand, sind für 2024/25 erstmals alle 47 Mitgliederverbände der AFC startberechtigt. Aus diesem Grund wurde auch erstmalig eine Qualifikation ausgetragen. Da noch keine Rangliste für Vereinswettbewerbe der Frauen existiert, wurden die Mannschaften anhand der Position ihres Landesverbandes in der FIFA-Weltrangliste von März 2024 geordnet. Während die so ermittelten besten acht Mannschaften direkt in die Gruppenphase kamen, mussten sich die restlichen Vereine erst qualifizieren.
Die Auslosung fand am 18. Juli 2024 in der malaysischen Hauptstadt Kuala Lumpur statt. Die 13 Teilnehmer wurden in eine Vierer- und drei Dreiergruppen gelost. Jede der vier Gruppen wurde an einem zentralen Ort ausgetragen. So fand Gruppe 1 in Riad (Saudi-Arabien), Gruppe 2 in Zarqa (Jordanien), Gruppe 3 in Kota Kinabalu (Malaysia) und Gruppe 4 in Thimphu (Bhutan) statt. Die jeweiligen Gruppenersten erreichten die Gruppenphase, die restlichen Mannschaften schieden aus dem Wettbewerb aus.

### Gruppe 1
| Pl. | Verein                 | Sp. | S | U | N | Tore    | Diff. | Punkte |
| --- | ---------------------- | --- | - | - | - | ------- | ----- | ------ |
| 1.  | Abu Dhabi Country Club | 3   | 3 | 0 | 0 | 004:100 | +3    | 09     |
| 2.  | al-Nassr FC            | 3   | 2 | 0 | 1 | 006:100 | +5    | 06     |
| 3.  | Young Elephants FC     | 3   | 1 | 0 | 2 | 004:500 | −1    | 03     |
| 4.  | Myawady FC             | 3   | 0 | 0 | 3 | 000:700 | −7    | 0      |

| 25. August 2024        |     |                        |                       |
| Young Elephants FC     | 1:2 | Abu Dhabi Country Club | KSU Stadium (in Riad) |
| Myawady FC             | 0:3 | al-Nassr FC            | KSU Stadium (in Riad) |
| 28. August 2024        |     |                        |                       |
| Abu Dhabi Country Club | 1:0 | Myawady FC             | KSU Stadium (in Riad) |
| al-Nassr FC            | 3:0 | Young Elephants FC     | KSU Stadium (in Riad) |
| 31. August 2024        |     |                        |                       |
| Myawady FC             | 0:3 | Young Elephants FC     | KSU Stadium (in Riad) |
| Abu Dhabi Country Club | 1:0 | al-Nassr FC            | KSU Stadium (in Riad) |

### Gruppe 2
| Pl. | Verein            | Sp. | S | U | N | Tore    | Diff. | Punkte |
| --- | ----------------- | --- | - | - | - | ------- | ----- | ------ |
| 1.  | Odisha FC         | 2   | 2 | 0 | 0 | 006:200 | +4    | 06     |
| 2.  | Etihad Club       | 2   | 1 | 0 | 1 | 006:200 | +4    | 03     |
| 3.  | Lion City Sailors | 2   | 0 | 0 | 2 | 001:900 | −8    | 0      |

| 25. August 2024   |     |                   |                                   |
| Lion City Sailors | 1:4 | Odisha FC         | Prinz-Mohammed-Stadion (in Zarqa) |
| 28. August 2024   |     |                   |                                   |
| Etihad Club       | 5:0 | Lion City Sailors | Prinz-Mohammed-Stadion (in Zarqa) |
| 31. August 2024   |     |                   |                                   |
| Odisha FC         | 2:1 | Etihad Club       | Prinz-Mohammed-Stadion (in Zarqa) |

### Gruppe 3
| Pl. | Verein        | Sp. | S | U | N | Tore    | Diff. | Punkte |
| --- | ------------- | --- | - | - | - | ------- | ----- | ------ |
| 1.  | Sabah FC      | 2   | 1 | 1 | 0 | 002:100 | +1    | 04     |
| 2.  | Nasaf Karschi | 2   | 1 | 0 | 1 | 002:200 | ±0    | 03     |
| 3.  | APF FC        | 2   | 0 | 1 | 1 | 000:100 | −1    | 01     |

| 25. August 2024 |     |               |                                  |
| APF FC          | 0:1 | Nasaf Karschi | Likas Stadium (in Kota Kinabalu) |
| 28. August 2024 |     |               |                                  |
| Sabah FC        | 0:0 | APF FC        | Likas Stadium (in Kota Kinabalu) |
| 31. August 2024 |     |               |                                  |
| Nasaf Karschi   | 1:2 | Sabah FC      | Likas Stadium (in Kota Kinabalu) |

### Gruppe 4
| Pl. | Verein                   | Sp. | S | U | N | Tore    | Diff. | Punkte |
| --- | ------------------------ | --- | - | - | - | ------- | ----- | ------ |
| 1.  | Bam Khatoon              | 2   | 2 | 0 | 0 | 004:100 | +3    | 06     |
| 2.  | Kitchee SC               | 2   | 1 | 0 | 1 | 001:200 | −1    | 03     |
| 3.  | Royal Thimphu College FC | 2   | 0 | 0 | 2 | 001:300 | −2    | 0      |

| 25. August 2024          |     |                          |                                     |
| Royal Thimphu College FC | 1:2 | Bam Khatoon              | Changlimithang Stadium (in Thimphu) |
| 28. August 2024          |     |                          |                                     |
| Kitchee SC               | 1:0 | Royal Thimphu College FC | Changlimithang Stadium (in Thimphu) |
| 31. August 2024          |     |                          |                                     |
| Bam Khatoon              | 2:0 | Kitchee SC               | Changlimithang Stadium (in Thimphu) |

## Gruppenphase
An der Gruppenphase nahmen zwölf Mannschaften teil und damit insgesamt vier mehr als in der letzten Saison als Women’s Club Championship. Acht Mannschaften waren direkt qualifiziert, dazu kamen noch die vier Sieger der Qualifikationsrunde. Die Auslosung fand am 18. Juli 2024 in der malaysischen Hauptstadt Kuala Lumpur statt. Die Mannschaften wurden in drei Gruppen mit je vier Teilnehmern gelost. Jede der drei Gruppen wurde an einem zentralen Ort ausgetragen. So fand Gruppe A in Wuhan (China), Gruppe B in Bueng Yitho (Thailand) und Gruppe C in Ho-Chi-Minh-Stadt (Vietnam) statt.
Die Gruppenersten und -zweiten und die beiden besten Gruppendritten qualifizierten sich für das Viertelfinale, die restlichen Dritt- und Viertplatzierten schieden aus dem Wettbewerb aus. Bei Punktgleichheit zweier oder mehrerer Mannschaften wurde die Platzierung durch folgende Kriterien ermittelt:
1. Anzahl Punkte im direkten Vergleich
2. Tordifferenz im direkten Vergleich
3. Anzahl Tore im direkten Vergleich
4. Anzahl Auswärtstore im direkten Vergleich
5. Wenn nach der Anwendung der Kriterien 1 bis 4 immer noch mehrere Mannschaften denselben Tabellenplatz belegen, werden die Kriterien 1 bis 4 erneut angewendet, jedoch ausschließlich auf die Direktbegegnungen der betreffenden Mannschaften. Sollte auch dies zu keiner definitiven Platzierung führen, werden die Kriterien 6 bis 10 angewendet.
6. Tordifferenz aus allen Gruppenspielen
7. Anzahl Tore in allen Gruppenspielen
8. Wenn es nur um zwei Mannschaften geht und diese beiden auf dem Platz stehen, kommt es zwischen diesen zu einem Elfmeterschießen.
9. Niedrigere Anzahl Punkte durch Gelbe und Rote Karten (Gelbe Karte 1 Punkt, Gelb-Rote und Rote Karte 3 Punkte, Gelbe Karte auf die eine direkte Rote Karte folgt 4 Punkte)
10. Losziehung

### Gruppe A
| Pl. | Verein                           | Sp. | S | U | N | Tore    | Diff. | Punkte |
| --- | -------------------------------- | --- | - | - | - | ------- | ----- | ------ |
| 1.  | Incheon Hyundai Steel Red Angels | 3   | 2 | 1 | 0 | 007:200 | +5    | 07     |
| 2.  | Abu Dhabi Country Club           | 3   | 1 | 2 | 0 | 006:500 | +1    | 05     |
| 3.  | Wuhan Jianghan University FC     | 3   | 1 | 0 | 2 | 008:400 | +4    | 03     |
| 4.  | Sabah FC                         | 3   | 0 | 1 | 2 | 002:120 | −10   | 01     |

| 3. Oktober 2024                  |     |                                  |                                          |
| Wuhan Jianghan University FC     | 1:2 | Abu Dhabi Country Club           | Hankou Cultural Sports Centre (in Wuhan) |
| Incheon Hyundai Steel Red Angels | 3:0 | Sabah FC                         | Hankou Cultural Sports Centre (in Wuhan) |
| 6. Oktober 2024                  |     |                                  |                                          |
| Sabah FC                         | 0:7 | Wuhan Jianghan University FC     | Hankou Cultural Sports Centre (in Wuhan) |
| Abu Dhabi Country Club           | 2:2 | Incheon Hyundai Steel Red Angels | Hankou Cultural Sports Centre (in Wuhan) |
| 9. Oktober 2024                  |     |                                  |                                          |
| Sabah FC                         | 2:2 | Abu Dhabi Country Club           | Hankou Cultural Sports Centre (in Wuhan) |
| Wuhan Jianghan University FC     | 0:2 | Incheon Hyundai Steel Red Angels | Hankou Cultural Sports Centre (in Wuhan) |

### Gruppe B
| Pl. | Verein                    | Sp. | S | U | N | Tore    | Diff. | Punkte |
| --- | ------------------------- | --- | - | - | - | ------- | ----- | ------ |
| 1.  | Melbourne City FC         | 3   | 3 | 0 | 0 | 009:100 | +8    | 09     |
| 2.  | Bam Khatoon               | 3   | 1 | 1 | 1 | 004:400 | ±0    | 04     |
| 3.  | Kaya FC-Iloilo            | 3   | 0 | 2 | 1 | 001:500 | −4    | 02     |
| 4.  | College of Asian Scholars | 3   | 0 | 1 | 2 | 001:500 | −4    | 01     |

| 6. Oktober 2024           |     |                           |                                       |
| Melbourne City FC         | 2:1 | Bam Khatoon               | Pathum Thani Stadium (in Bueng Yitho) |
| Kaya FC-Iloilo            | 0:0 | College of Asian Scholars | Pathum Thani Stadium (in Bueng Yitho) |
| 9. Oktober 2024           |     |                           |                                       |
| Bam Khatoon               | 1:1 | Kaya FC-Iloilo            | Pathum Thani Stadium (in Bueng Yitho) |
| College of Asian Scholars | 0:3 | Melbourne City FC         | Pathum Thani Stadium (in Bueng Yitho) |
| 12. Oktober 2024          |     |                           |                                       |
| Melbourne City FC         | 4:0 | Kaya FC-Iloilo            | Pathum Thani Stadium (in Bueng Yitho) |
| College of Asian Scholars | 1:2 | Bam Khatoon               | Pathum Thani Stadium (in Bueng Yitho) |

### Gruppe C
| Pl. | Verein              | Sp. | S | U | N | Tore    | Diff. | Punkte |
| --- | ------------------- | --- | - | - | - | ------- | ----- | ------ |
| 1.  | Urawa Red Diamonds  | 3   | 3 | 0 | 0 | 021:000 | +21   | 09     |
| 2.  | Hồ Chí Minh City FC | 3   | 2 | 0 | 1 | 006:400 | +2    | 06     |
| 3.  | Taichung Blue Whale | 3   | 1 | 0 | 2 | 005:500 | ±0    | 03     |
| 4.  | Odisha FC           | 3   | 0 | 0 | 3 | 001:240 | −23   | 0      |

| 6. Oktober 2024     |       |                     |                                           |
| Urawa Red Diamonds  | 17:00 | Odisha FC           | Thống Nhất Stadium (in Ho-Chi-Minh-Stadt) |
| Hồ Chí Minh City FC | 3:1   | Taichung Blue Whale | Thống Nhất Stadium (in Ho-Chi-Minh-Stadt) |
| 9. Oktober 2024     |       |                     |                                           |
| Taichung Blue Whale | 0:2   | Urawa Red Diamonds  | Thống Nhất Stadium (in Ho-Chi-Minh-Stadt) |
| Odisha FC           | 1:3   | Hồ Chí Minh City FC | Thống Nhất Stadium (in Ho-Chi-Minh-Stadt) |
| 12. Oktober 2024    |       |                     |                                           |
| Taichung Blue Whale | 4:0   | Odisha FC           | Thống Nhất Stadium (in Ho-Chi-Minh-Stadt) |
| Urawa Red Diamonds  | 2:0   | Hồ Chí Minh City FC | Thống Nhất Stadium (in Ho-Chi-Minh-Stadt) |

### Rangliste der Gruppendritten
| Pl. | Verein                       | Sp. | S | U | N | Tore    | Diff. | Punkte | Gruppe |
| --- | ---------------------------- | --- | - | - | - | ------- | ----- | ------ | ------ |
| 1.  | Wuhan Jianghan University FC | 3   | 1 | 0 | 2 | 008:400 | +4    | 03     | A      |
| 2.  | Taichung Blue Whale          | 3   | 1 | 0 | 2 | 005:500 | ±0    | 03     | C      |
| 3.  | Kaya FC-Iloilo               | 3   | 0 | 2 | 1 | 001:500 | −4    | 02     | B      |

## Finalrunde

### Viertelfinale
Die Spielpaarungen für das Viertelfinale wurden am 8. Januar 2025 ausgelost. Die Spiele fanden am 22. und 23. März 2025 statt.
|                                  | Ergebnis              |                              |
| -------------------------------- | --------------------- | ---------------------------- |
| Incheon Hyundai Steel Red Angels | 1:0                   | Bam Khatoon                  |
| Hồ Chí Minh City FC              | 5:4                   | Abu Dhabi Country Club       |
| Melbourne City FC                | 3:0                   | Taichung Blue Whale          |
| Urawa Red Diamonds               | 0:0 n. V. (5:6 i. E.) | Wuhan Jianghan University FC |

### Halbfinale
Die Spielpaarungen für das Halbfinale wurden schon vor Turnierbeginn blind festgelegt. Die Spiele fanden am 21. Mai 2025 in Wuhan (China) statt.
|                                  | Ergebnis |                     |
| -------------------------------- | -------- | ------------------- |
| Wuhan Jianghan University FC     | 2:0      | Hồ Chí Minh City FC |
| Incheon Hyundai Steel Red Angels | 0:1      | Melbourne City FC   |

### Finale
| Melbourne City FC                                                                 | Melbourne City FC | Wuhan Jianghan University FC | Wuhan Jianghan University FC |
| --------------------------------------------------------------------------------- | --- | --- | ---------------------------- |
| Melbourne City FC                                                                 | \| 24. Mai 2025 um 20:00 Uhr (14:00 Uhr MESZ) in Wuhan (Wuhan-Sports-Center-Stadion) \| \| Ergebnis: 1:1 n. V. (1:1, 0:0), 4:5 i. E. \| \| Zuschauer: 18.715 \| \| Schiedsrichter: Asaka Koizumi ( Japan) \| \| Spielbericht \|                                     | \| 24. Mai 2025 um 20:00 Uhr (14:00 Uhr MESZ) in Wuhan (Wuhan-Sports-Center-Stadion) \| \| Ergebnis: 1:1 n. V. (1:1, 0:0), 4:5 i. E. \| \| Zuschauer: 18.715 \| \| Schiedsrichter: Asaka Koizumi ( Japan) \| \| Spielbericht \|                           | Wuhan Jianghan University FC |
| Melbourne City FC                                                                 | Malena Mieres – Karly Roestbakken, Rebekah Stott , Taylor Otto, Alexia Apostolakis – Leah Davidson, Shelby McMahon, Bryleeh Henry, Leticia McKenna, Lourdes Bosch (79. Mariana Speckmaier) – Holly McNamara (89. Tyla-Jay Vlajnić) Cheftrainer: Michael Matricciani | Ding Xuan (46. Chen Chen) – Kim Hye-ri, Wu Haiyan , Ma Jun, Zhao Yuxin, Dai Chenying (57. Song Duan) – Wang Shuang, Jiang Chenjie (82. Yao Wei), Saratou Traoré, Song Fei (82. Deng Mengye) – Terry Engesha (87. Wang Qianqian) Cheftrainer: Chang Weiwei | Wuhan Jianghan University FC |
| Melbourne City FC                                                                 | 1:0 McMahon (76.) | 1:1 Wang S. (90.+8', Handelfmeter) | Wuhan Jianghan University FC |
| Melbourne City FC                                                                 | Elfmeterschießen | | Wuhan Jianghan University FC |
| Melbourne City FC                                                                 | 1:1 McMahon 2:2 McKenna 3:3 Otto 4:3 Speckmaier Chen C. hält gegen Stott Chen C. hält gegen Henry | 0:1 Yao W. 1:2 Wu H. 2:3 Deng M. Mieres hält gegen Song D. 4:4 Wang S. 4:5 Zhao Y. | Wuhan Jianghan University FC |
| Melbourne City FC                                                                 | McNamara (51.), Henry (68.), Stott (120.+3') | Wu H. (78.), Chang W. (90.+4', Trainer), Wang S. (90.+5') | Wuhan Jianghan University FC |
| 24. Mai 2025 um 20:00 Uhr (14:00 Uhr MESZ) in Wuhan (Wuhan-Sports-Center-Stadion) | | |                              |
| Ergebnis: 1:1 n. V. (1:1, 0:0), 4:5 i. E.                                         | | |                              |
| Zuschauer: 18.715                                                                 | | |                              |
| Schiedsrichter: Asaka Koizumi ( Japan)                                            | | |                              |
| Spielbericht                                                                      | | |                              |

## Beste Torschützinnen
Nachfolgend sind die besten Torschützinnen der Champions-League-Saison (ohne Qualifikation) aufgeführt. Bei gleicher Anzahl von Treffern sind die Spielerinnen alphabetisch sortiert.
| Rang | Spieler            | Verein                                                                | Tore |
| ---- | ------------------ | --------------------------------------------------------------------- | ---- |
| 01   | Terry Engesha      | Incheon Hyundai Steel Red Angels (5) Wuhan Jianghan University FC (0) | 05   |
|      | Miki Itō           | Urawa Red Diamonds                                                    | 05   |
| 03   | Yuzuho Shiokoshi   | Urawa Red Diamonds                                                    | 04   |
|      | Mariana Speckmaier | Melbourne City FC                                                     | 04   |
| 05   | Lourdes Bosch      | Melbourne City FC                                                     | 03   |
|      | Deng Mengye        | Wuhan Jianghan University FC                                          | 03   |
|      | Huỳnh Như          | Hồ Chí Minh City FC                                                   | 03   |
|      | Eugenia Tetteh     | Abu Dhabi Country Club                                                | 03   |

## Schiedsrichterinnen
Die 25 Spiele wurden von 20 verschiedenen Schiedsrichterinnen aus 15 Ländern geleitet. Jeweils zwei Schiedsrichterinnen stammten aus Australien, China, Japan, Südkorea und Thailand. Für das Finale war die Japanerin Asaka Koizumi verantwortlich.
| Schiedsrichterin     | Land               | Geboren | Spiele |    |   |   |
| -------------------- | ------------------ | ------- | ------ | -- | - | - |
| Alesar Baddour       | Syrien             | 1996    | 01     | 0  | 0 | 0 |
| Doumouh al-Bakkar    | Libanon            | 1990    | 01     | 0  | 0 | 0 |
| Weronika Bernazkaja  | Kirgisistan        | 1992    | 02     | 03 | 0 | 0 |
| Bùi Thị Thu Trang    | Vietnam            | 1986    | 01     | 02 | 0 | 0 |
| Pansa Chaisanit      | Thailand           | 1989    | 02     | 03 | 0 | 0 |
| Khin Nyein Chan      | Myanmar            | 1995    | 01     | 0  | 0 | 0 |
| Rebecca Durcau       | Australien         | 1988    | 01     | 03 | 0 | 0 |
| Mahsa Ghorbani       | Iran               | 1989    | 01     | 02 | 0 | 0 |
| Kim Yu-jeong         | Südkorea           | 1988    | 02     | 0  | 0 | 0 |
| Asaka Koizumi        | Japan              | 1988    | 02     | 08 | 0 | 0 |
| Edita Mirabidova     | Usbekistan         | 1984    | 01     | 01 | 0 | 0 |
| Oh Hyeon-jeong       | Südkorea           | 1988    | 02     | 01 | 0 | 0 |
| Casey Reibelt        | Australien         | 1988    | 01     | 02 | 0 | 0 |
| Ranjita Devi Tekcham | Indien             | 1985    | 01     | 02 | 0 | 0 |
| Supiree Testhomya    | Thailand           | 1995    | 01     | 02 | 0 | 1 |
| Tian Jin             | China              | 1993    | 01     | 01 | 0 | 0 |
| Yoshimi Yamashita    | Japan              | 1986    | 01     | 01 | 0 | 0 |
| Yang Shu-ting        | Chinese Taipei     | 1995    | 01     | 01 | 0 | 0 |
| Yu Hong              | China              | 1988    | 01     | 0  | 0 | 0 |
| Khuloud al-Zaabi     | Ver. Arab. Emirate | 1988    | 01     | 0  | 0 | 0 |
| Gesamt               | Gesamt             | Gesamt  | 25     | 32 | 0 | 1 |